# Vittaria curvidentata
Vittaria curvidentata là một loài dương xỉ trong họ Pteridaceae. Loài này được M mô tả khoa học đầu tiên năm 1854.
Danh pháp khoa học của loài này chưa được làm sáng tỏ. 